# Sinfonía n.º 4 (Sibelius)

Sibelius en 1911.

La Sinfonía n.º 4 en la menor, Op. 63 fue compuesta por Jean Sibelius entre 1910 y 1911.

## Historia

### Composición
La composición se desarrolló entre 1910 y 1911. En los cuatro años transcurridos desde su Sinfonía n.º 3, Sibelius viajó y se familiarizó con los últimos avances musicales. Gran Bretaña era el único país de Europa fuera de su Finlandia natal en el que logró cierto interés, ya que en países como Alemania o Austria se sintió incomprendido, aislado y considerado un compositor nacionalista pasado de moda que poco podía aportar a toda la creciente avalancha de modernismo. Sibelius, en respuesta, cultivó su aislamiento y se distanció de la música de Claude Debussy, Richard Strauss e Ígor Stravinski. En el culmen de esta crisis fue cuando el maestro finés escribió su Sinfonía n.º 4, de la cual dijo que era una protesta contra la música contemporánea.

### Estreno y publicación
El estreno se celebró el 3 de abril de 1911 en Helsinki con la interpretación de la Philharmonia Society bajo la batuta del propio compositor.
La primera edición de la obra fue llevada a cabo en 1912 por la editorial Breitkopf & Härtel en Leipzig.

## Instrumentación
La partitura está escrita para una orquesta formada por:
- Viento madera: 2 flautas, 2 oboes, 2 clarinetes en si bemol y la, 2 fagotes.
- Viento metal: 4 trompas en fa y mi, 2 trompetas en fa y mi, 3 trombones.
- Percusión: timbales, glockenspiel o/y campanas tubulares.
- Cuerda: una sección de cuerdas con violines I y II, violas, violonchelos y contrabajos.

## Estructura y análisis
La sinfonía consta de cuatro movimientos:
- I. Tempo molto moderato, quasi adagio, en la menor; tonalidad ambigua
- II. Allegro molto vivace; en fa mayor; tonalidad ambigua
- III. Il tempo largo, en tonalidad ambigua; do sostenido menor
- IV. Allegro, en la mayor; tonalidad ambigua, terminando en la menor

La interpretación de esta obra dura aproximadamente entre 35 y 40 minutos. En esta pieza Sibelius invierte la situación tradicional clásica del segundo y tercer movimientos, colocando el movimiento lento en tercer lugar.  

### I.Tempo molto moderato, quasi adagio
El primer movimiento, Tempo molto moderato, quasi adagio, está escrito en la tonalidad de la menor, en compás de 12/8 y sigue la forma sonata. También comienza la obra con un movimiento lento en lugar del tradicional movimiento de apertura rápido (este es el mismo orden que muchas obras orquestales barrocas). El intervalo de tritono (cuarta aumentada o quinta disminuida) domina el material melódico y armónico de la pieza, pero de forma completamente diferente a la Sinfonía n.º 3. Aparece de inmediato, en una oscura frase para violonchelos, contrabajos y fagotes, pasando por las notas do-re-fa♯-mi sobre la base de un duro do unísono. La mayoría de los temas de la sinfonía giran en torno al tritono; en el final, gran parte de la tensión armónica surge de una colisión entre las tonalidades de la menor y mi bemol mayor, situadas a una distancia de tritono. El choque bitonal entre la y mi♭ en la recapitulación del último movimiento conduce a un caos tonal en la coda, en la que las notas rivales do, la, mi♭ y fa♯ (es decir, los pares de tritono de do-fa♯, la-mi♭) luchan por el ascenso en una serie de disonancias encadenadas con muchos enfrentamientos entre intervalos de tercera mayor y menor. El glockenspiel patéticamente intenta parar el establecimiento momentáneo de la mayor; pero al final es la insistencia del do natural (la nota con la que la obra comenzó de manera sorprendentemente) que obliga a que el movimiento y la sinfonía cierren en un desolado la menor, carente de ritmo y melodía.

## Recepción de la obra
Muchos críticos han escuchado en la sinfonía la evidencia de la lucha o la desesperación. Harold Truscott escribe, "Esta obra está llena de un presentimiento que es, probablemente, el resultado inconsciente de ... detectar una atmósfera que estallaría en 1914 en una guerra mundial." Sibelius también había sufrido recientemente terrores en su vida personal: en 1908, en Berlín, le extirparon un tumor canceroso de su garganta. Timothy Day escribe que "la operación fue un éxito, pero vivió muchos años con el constante temor de que el tumor volviera a aparecer, y a partir de 1908 a 1913 la sombra de la muerte se cernió en su día a día». Otros críticos han escuchado desconsuelo en esta obra: uno de los primeros críticos finlandeses, Elmer Diktonius, apodó la pieza como la sinfonía Barkbröd, en referencia a la hambruna del siglo anterior durante la cual hambrientos escandinavos tuvieron que comer pan hecho de corteza de árbol para sobrevivir.
Según el biógrafo Erik W. Tawaststjerna, la sinfonía refleja la era del psicoanálisis y la introspección en la que Sigmund Freud y Bergson subrayaron el significado de lo inconsciente, y considera la Cuarta sinfonía como «uno de los más notables documentos de la época psicoanalítica». Incluso el propio Sibelius llamó a su composición una «sinfonía psicológica». Su hermano, el psiquiatra Christian Sibelius (1869-1922), fue uno de los primeros estudiosos en tratar el psicoanálisis en Finlandia.
El año antes de comenzar a componer la sinfonía, Sibelius había conocido a muchos de sus contemporáneos en el centro de Europa, incluyendo a Arnold Schoenberg, Igor Stravinski, entre otros; su encuentro con su música provocó una crisis en su propio estilo de composición. Escribió en una carta a su amiga (y biógrafa) Rosa Newmarch acerca de la sinfonía: «Se erige como una protesta en contra de la música actual. No tiene absolutamente nada de tal circo». Más tarde, cuando se le preguntó acerca de la sinfonía, citó a August Strindberg: «Det är synd om människorna» (Uno se siente lástima por los seres humanos).
La sinfonía tuvo un apodo durante un breve periodo: «Lucus a non lucendo», expresión que significa «arboleda que no luce», sugiriendo, en este caso, un lugar donde no penetra la luz.

## Discografía selecta
Esta pieza ha sido objeto de numerosas grabaciones:
- 1932 – Leopold Stokowski, Orquesta de Filadelfia (Biddulph WHL 062).
- 1953 – Sixten Ehrling, Real Orquesta Filarmónica de Estocolmo (Finlandia 3984-22713-2; 3 discos).
- 1953 – Herbert von Karajan, Orquesta Philharmonia (EMI CDM 7 63466 2; Set 4 discos: CMS 7 63464 2).
- 1955 – Thomas Beecham, Royal Philharmonic Orchestra (BBC Legends BBCL 4041-2).
- 1966 – Leonard Bernstein, Orquesta Filarmónica de Nueva York (Sony SRCR 9538; Sony Classical Set 2 discos: 455 405-2).
- 1968 – Lorin Maazel, Orquesta Filarmónica de Viena (Decca Classics 478 8541; Set 4 discos: The Seven Symphonies).[13]
- 1969 – John Barbirolli, Orquesta Hallé de Mánchester (EMI Classics 5 67299 2; Set 5 discos: The Sibelius Edition).[14]
- 1977 – Maurice Abravanel, Orquesta Sinfónica de Utah (Vanguard Classics, SVC 31).
- 1980 – Vladímir Ashkenazi, Orquesta Philharmonia (Decca 455 403-2; Set 2 discos: 455 405-2).
- 1984 – Neeme Järvi, Orquesta Sinfónica de Gotemburgo (BIS CD-263).
- 1986 – Simon Rattle, Orquesta Sinfónica de la Ciudad de Birmingham (EMI CDM 7 64121 2).
- 1993 – Jukka-Pekka Saraste, Orquesta Sinfónica de la Radio Finlandesa (Finlandia; Warner Music 4509-99963-2; 3 discos).[15]
- 1997 – Osmo Vänskä, Orquesta Sinfónica de Lahti (BIS CD-861).
- 2015 – Simon Rattle, Orquesta Filarmónica de Berlín (Berliner Philharmoniker BPHR 150071).